# Antoni van Leeuwenhoek
Antoni(e) ou Antoine van Leeuwenhoek, né le 24 octobre 1632 à Delft et mort le 26 août 1723 dans la même ville, est un commerçant et savant néerlandais, connu pour ses améliorations du microscope et comme l'un des précurseurs de la biologie cellulaire et de la microbiologie. Il a de facto poursuivi l'œuvre de Jan Swammerdam, qui vivait à Amsterdam.
Leeuwenhoek développe la technique pour fabriquer des lentilles de microscope d’une qualité et d’une puissance inconnues ailleurs dans le monde scientifique de son époque. Dès 1674, il en tire de nombreuses et étonnantes observations — découverte des protozoaires, des spermatozoïdes — très en avance sur son temps. Il affirme aussi l'existence des bactéries.
Il en fait part immédiatement et régulièrement à la Royal Society de Londres, mais la nécessaire traduction de ses lettres (écrites en néerlandais) — il ne maîtrise ni l’anglais ni le latin — en freine la diffusion. De plus, gardant secrète sa technique de fabrication de lentilles, ses observations ne peuvent être reproduites par ses confrères anglais. Il leur faudra plus de trois ans et plus de quatre tentatives pour que la réalité de sa découverte des protozoaires — la plus accessible aux autres microscopes de l'époque — soit reconnue, amenant leur confiance sur la fiabilité de ses autres observations et son élection en 1680 comme membre de la Royal Society de Londres et en 1699 comme membre de l’Académie des sciences de Paris.

## Biographie
Antoni van Leeuwenhoek est baptisé à l’église réformée protestante. Son père, fabricant de paniers, meurt lorsqu’il est encore très jeune, et sa mère se remarie en 1640. En 1648, il devient apprenti chez un drapier d’Amsterdam. Après son apprentissage, il occupe les fonctions de comptable et de caissier chez son maître. En 1654, il retourne à Delft : il s’y marie et ouvre une boutique de drapier et de mercerie, mais on connaît fort peu ses activités commerciales. 
Cinq ans après la mort de sa première femme, il se remarie en 1671. Sa seconde femme décède en 1694, laissant Leeuwenhoek s’occuper seul de son dernier enfant, sa fille Maria, seule survivante de ses cinq enfants.
En 1660, il obtient la fonction de chambellan auprès des juges de Delft. En 1669, il devient « géomètre ». En 1679, Leeuwenhoek devient « jaugeur de vin » et, enfin, à partir de 1677, il occupe également la fonction de directeur général du district de Delft. Ces différents postes indiquent la position prospère de Leeuwenhoek dans la ville. Il semble qu’il se sépare de son commerce de draperie peu après 1660, car sa correspondance n’en fait nulle mention. Ses emplois municipaux lui laissent, semble-t-il, un temps considérable pour la microscopie : la fabrication de ses microscopes qui grossissent jusqu'à 200 fois s'inspire probablement des compte-fils, sorte de loupes rudimentaires utilisées pour analyser la texture des étoffes mais qui ne grossissent que de 6 à 15 fois. Une anecdote veut que, apiculteur amateur, l'idée lui en soit venue après avoir placé l'œil derrière une goutte de miel enfermée dans un trou de plaque de cire.
Ses finances sont bonnes d’autant qu’il hérite d'une maison de la famille de sa première femme. En 1666, il achète un jardin à l’extérieur de la ville et en 1681, il possède un cheval. Une indication de sa fortune est donnée par l’héritage que laisse sa fille, Maria, à sa mort, en 1745 et qui représente 90 000 guinées, une somme considérable pour l’époque. Pourtant, certains auteurs notent que Leeuwenhoek « occupa un emploi municipal modeste jusqu’à sa mort ».
Constantijn Huygens (1596-1687) écrit : « Vous voyez comme ce bon Leeuwenhoeck ne se lasse pas de fouiller partout où sa microscopie peut arriver, si beaucoup d’autres plus savants voulaient prendre la même peine, la découverte des belles choses irait bientôt plus loin ». Si ces observations suscitent l’émerveillement des scientifiques de son temps, on lui reproche plus tard son manque de connaissances scientifiques qu’accentue le fait qu’il ne connaît aucune langue étrangère. Cette absence de connaissance lui permet de réaliser ses observations d’un œil neuf, sans les préjugés des anatomistes de son époque. Il laisse une œuvre immense uniquement constituée de lettres, environ 300, toutes rédigées en néerlandais, et la plupart envoyée à la Royal Society. Il écrit, dans une lettre à Henry Oldenburg datée du 30 octobre 1676, qu’il espère recevoir de ses correspondants des objections à ses observations, et qu’il s’engage à corriger ses erreurs. Il répond d’ailleurs aux premières marques de scepticisme marquant la parution de ses observations par une évidente confiance en lui-même. Ses observations seront suffisamment fameuses pour lui attirer de nombreux visiteurs de marque comme la reine Marie II d'Angleterre, Pierre le Grand, Frédéric Ier de Prusse,, mais aussi des philosophes et des savants, des médecins et des hommes d’église, etc. Leeuwenhoek réalise devant eux de nombreuses démonstrations. Il fait observer à Pierre le Grand la circulation sanguine dans la queue d’une anguille.
Il est inhumé dans la vieille église (Oude Kerk) de Delft.

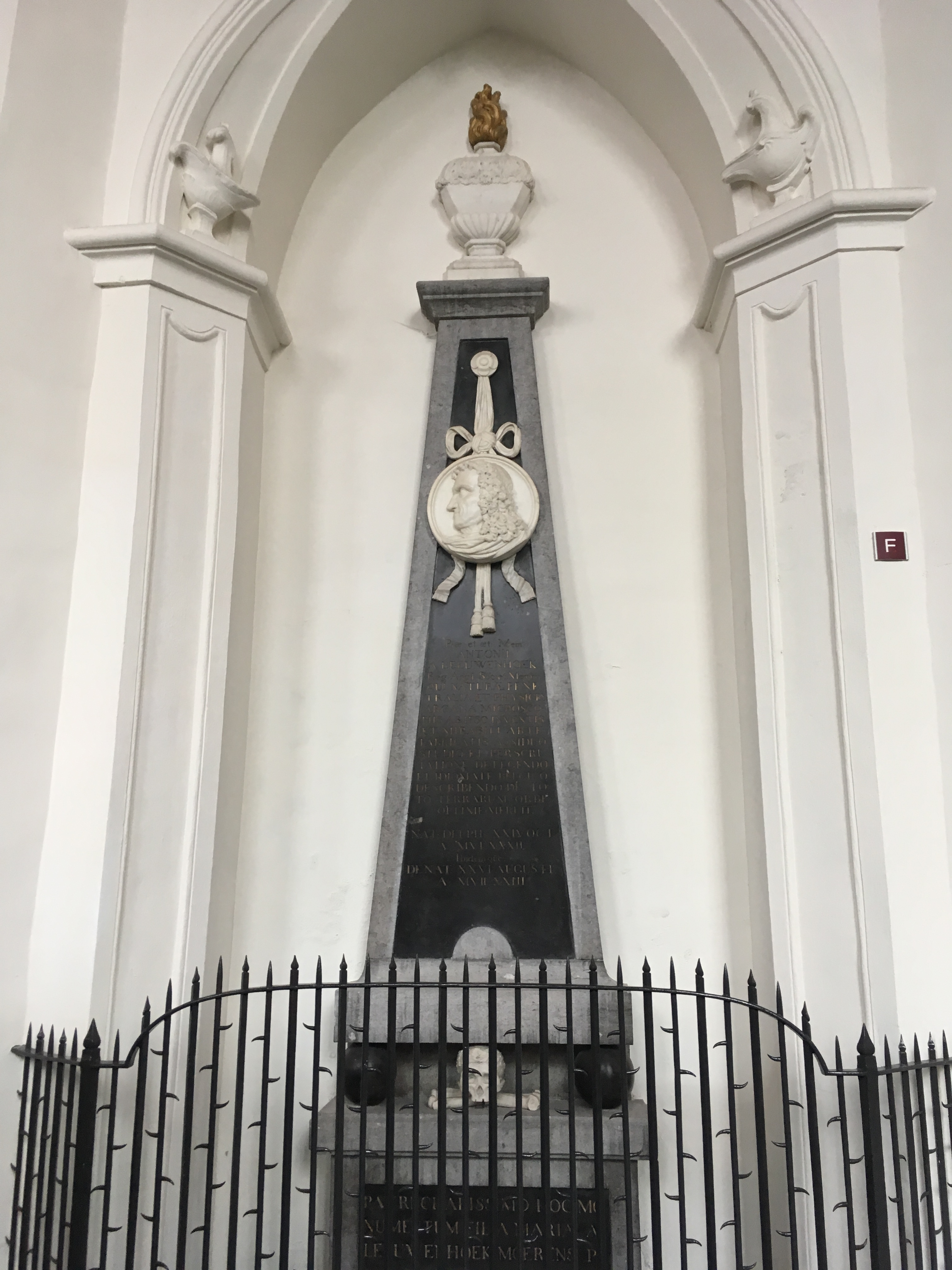
Mémorial en l'honneur de Leeuwenhoek dans la vieille église de Delft.
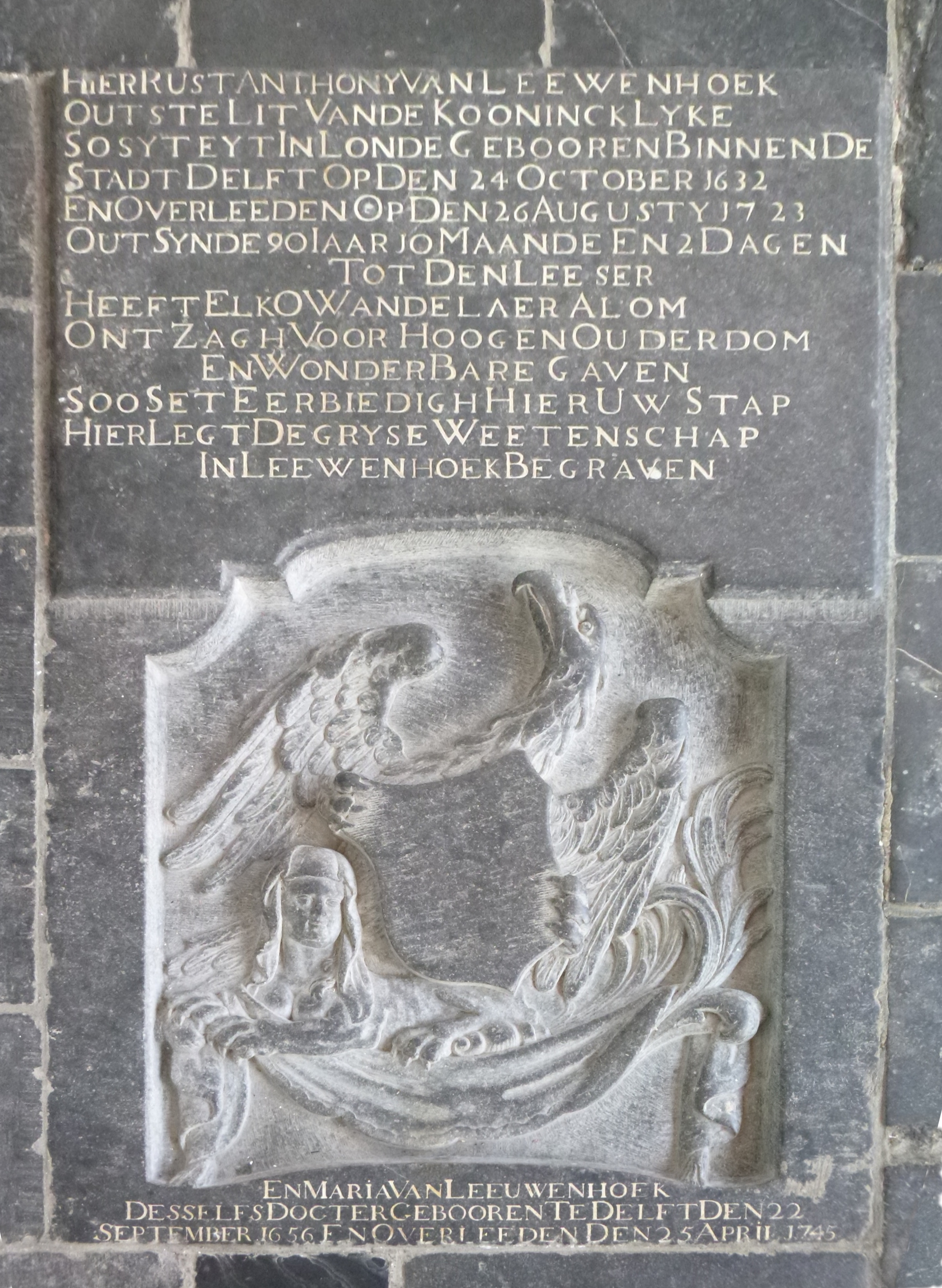
Pierre tombale de Leeuwenhoek.

## Ses observations microscopiques

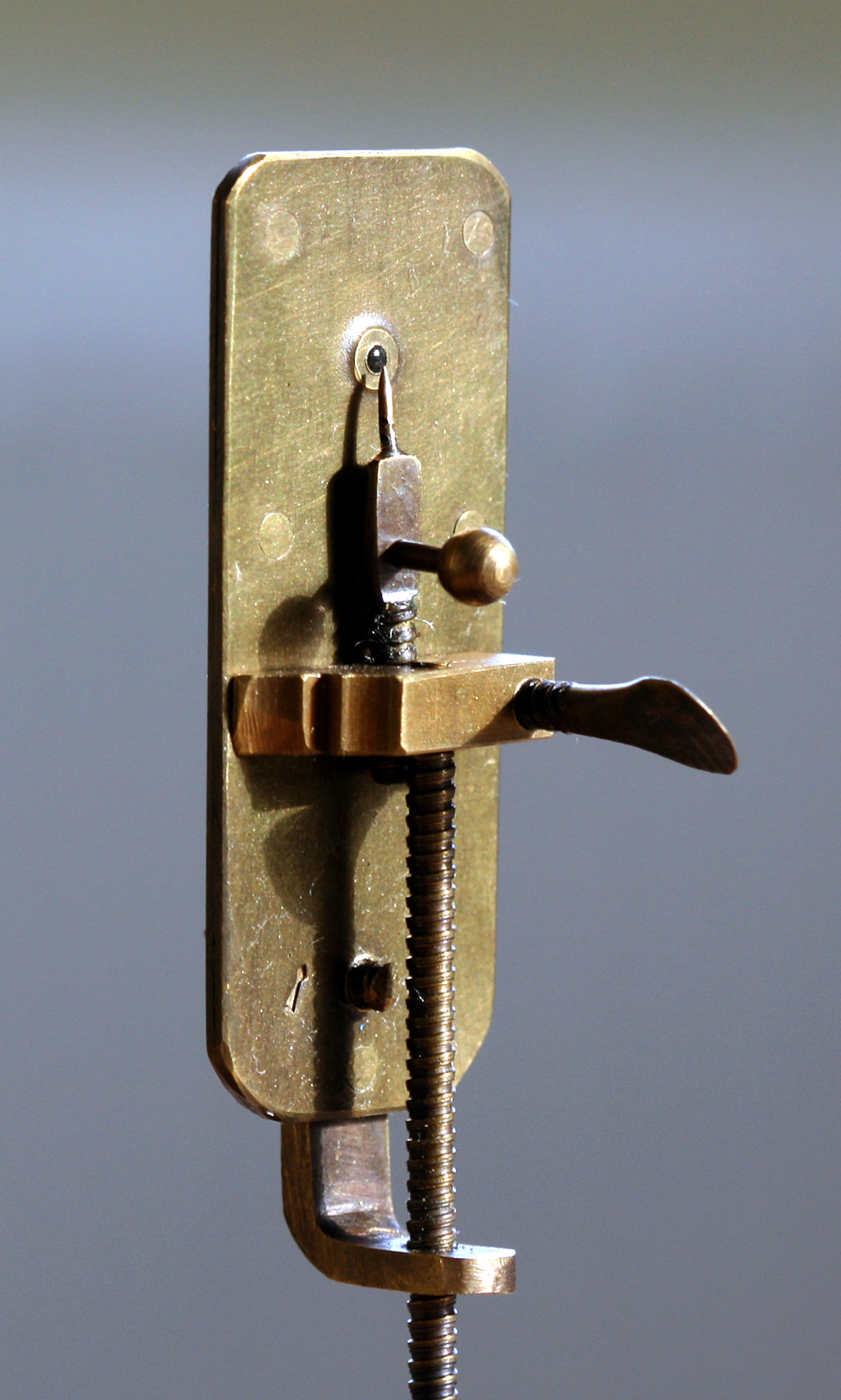
Réplique du microscope de Van Leeuwenhoek : la lentille biconvexe insérée entre deux plaques métalliques se comporte comme une loupe puissante à courte distance focale permettant d'observer les échantillons sur un stylet porte-objet que l'on peut déplacer vers le haut ou le bas à l'aide d'une vis à crémaillère.

Leeuwenhoek, étant drapier, commença à utiliser le microscope pour vérifier la pureté des étoffes, ignorant alors tout des choses scientifiques. C’est le médecin et anatomiste néerlandais Reinier de Graaf (1641-1673) qui présente ses premières observations à la Royal Society en 1673 : Leeuwenhoek décrit la structure de moisissure et de l’aiguillon de l’abeille. Commence alors un intense échange de lettres entre Leeuwenhoek — dans lesquelles il consigne, durant près de quarante ans, ses observations — et les membres de la société savante londonienne, échange qui se poursuivra jusqu’à la mort de Leeuwenhoek en 1723. La Royal Society l’admet en son sein en 1680 et l’Académie des sciences de Paris l’admet comme membre correspondant en 1699.
Leeuwenhoek fait ses observations sur des microscopes simples qu’il fabrique lui-même. À sa mort, il lègue à la Royal Society vingt-six microscopes, qui ne furent jamais utilisés et, un siècle plus tard, étaient déjà perdus. Deux ans après la mort de sa fille, Maria, un lot de plus de 350 de ses microscopes, ainsi que 419 lentilles, est vendu le 29 mai 1747. 247 microscopes étaient complets, souvent avec le dernier objet observé encore en place. Deux de ces instruments comportaient deux lentilles et un seul en possédait trois.
Les meilleurs de ses appareils peuvent agrandir 300 fois. Il ne laisse aucune indication sur sa fabrication des lentilles, et il faudra attendre plusieurs décennies pour disposer à nouveau d’appareils aussi puissants. Des études[Lesquelles ?] ont néanmoins montré qu'il avait fait de profondes recherches et utilisé à la fois le polissage, le soufflage de verre et, au moins sur une lentille d'un de ses microscopes encore existants — le plus puissant — la technique de la goutte de verre fondue.
Une récente étude réalisée sur deux exemplaires originaux soumis à une tomographie à neutrons et publiée le 14 mai 2021 dans Science Advances, confirme pour le plus puissant de deux modèles, certaines caractéristiques comme le grossissement de 266 fois et la présence d'une bille de verre de 1,3 mm. Cette dernière aurait bien été réalisée par la méthode énoncée par Robert Hooke en 1678 mais optimisée par Leeuwenhoek lui-même. 
On ignore comment et avec quelle intensité il éclairait les objets observés. Le plus puissant de ses instruments conservés aujourd’hui a un taux d’agrandissement de 275 fois et un pouvoir de résolution de 1,4 μm. S’il fait présent de plusieurs de ses microscopes à ses proches, il n’en vend jamais un seul. On estime à seulement une dizaine les microscopes qu’il a fabriqués aujourd’hui conservés.

### La découverte des protozoaires
On ignore quand il commence à observer des bactéries et d’autres micro-organismes. Dans une lettre datée du 7 septembre 1674, il évoque pour la première fois des formes de vie minuscules qu’il a observées dans les eaux d’un lac à proximité de Delft. Après avoir signalé à nouveau ces créatures dans deux lettres du 20 décembre 1675 et du 22 janvier 1676, c’est dans une longue lettre de dix-sept feuillets, datée du 9 octobre 1676, qu’il décrit ce que nous nommons aujourd’hui des protozoaires, surtout des ciliés auxquels se mêlent des algues (Euglena et Volvox).
Il décrit de nombreux organismes dont la détermination est plus ou moins possible aujourd’hui : Vorticella campanula, Oicomonas termo, Oxytricha sp., Stylonychia sp., Enchelys, Vaginicola, Coleps. Mais ces observations sont reçues avec scepticisme par les scientifiques de l’époque, aussi Leeuwenhoek joint-il à une autre lettre (5 octobre 1677) le témoignage de huit personnes, pasteurs, juriste, médecin, archer affirmant avoir vu de nombreux et variés êtres vivants. Il reçoit également le soutien de Robert Hooke (1635-1703), qui, dans sa Micrographia, donne la première description publiée d'un micro-organisme, et qui, à la séance du 15 novembre 1677 de la Royal Society, montre les réalités des observations de Leeuwenhoek. Le traducteur des lettres qui paraissent dans les Philosophical Transactions, la publication de la Royal Society, les nomme animalcula.
Leeuwenhoek avait joint à une lettre du 1er juin 1674 adressée au secrétaire de la Royal Society, Henry Oldenburg (v. 1618-1677), des échantillons des organismes qu’il avait observés. En 1981, Brian J. Ford, spécialiste de la microscopie, redécouvrit ces spécimens originaux dans les collections de la Royal Society ; cela permit de comprendre certaines de ses techniques d'observation[réf. souhaitée].

### La découverte des spermatozoïdes
C’est en 1677 qu’il mentionne pour la première fois, dans une lettre adressée à la Royal Society, des animalcules très nombreux dans du sperme.
Leeuwenhoek a tout à fait conscience que ses observations qui montrent que la semence contenue dans les testicules est à l’origine de la reproduction des mammifères va heurter le paradigme de son époque. Car ses observations vont à l’encontre des thèses développées par de grands savants de l’époque comme William Harvey (1578-1657) ou Reinier de Graaf (1641-1673).

### Leeuwenhoek et la génération spontanée
On retient souvent le nom du savant néerlandais comme l’un de ceux qui s’opposent, au XVIIe siècle, à la théorie de la génération spontanée. Outre Francesco Redi (1626-1697), un autre néerlandais, Jan Swammerdam (1637-1680), avait fait de nombreuses observations sur les insectes et sur leur reproduction.
Leeuwenhoek ne semble pas avoir été opposé à la théorie de la génération spontanée au début de ses observations. Ainsi, au milieu des années 1670, il dissèque des poux, et observe des petits poux dans les œufs se trouvant dans le corps des femelles. Il fait des expériences similaires sur les puces et leurs œufs (qu’il conserve jusqu’à maturité), mais n’arrive pas à reconnaître dans les larves les puces, et ce malgré les observations de Swammerdam publiées quelques années plus tôt. Il reviendra quelques années plus tard sur ces animaux.
Leeuwenhoek devient par la suite un adversaire des thèses sur la génération spontanée. Lorsqu’il découvre les animalcules, il pense d'abord qu’ils se forment grâce à la « ségrégation fortuite des particules de l’eau », puis il rejette cette explication en affirmant que ces animalcules ou leurs semences préexistent dans l’eau de pluie. Il apprend, quelques années plus tard, que l’italien Francesco Redi (1626-1697) a pu prouver que les mouches ne se reproduisaient pas par génération spontanée : Redi utilise des tubes clos dans lesquels il enferme de la viande en décomposition. Aucune mouche n’apparaît dans ces tubes tandis que d’autres, non clos et laissés à l’air libre, donnent des asticots puis des mouches. Pour Redi, l’apparition de mouches dépend d’adultes qui vont pondre dans la viande. Leeuwenhoek tente de reproduire cette expérience, mais les conditions ne sont pas parfaites et il constate la présence d’animalcules même si le tube contenant l’eau est enfermé dans un tube scellé.
S’intéressant, au début de 1679, à la présence de vers (Fasciola hepatica) dans le foie de mouton, comme Redi et Swammerdam, il ne comprend pas le cycle de vie de l’animal complexe, lequel ne sera élucidé que bien plus tard.

### Les autres observations
L’intérêt de Leeuwenhoek se porte sur des objets très variés et ne semble pas suivre un plan prédéfini. Ses observations en zoologie sont nombreuses.
Leeuwenhoek observe que l’anguillule du vinaigre (Anguillula aceti) est vivipare, ce qui confirme son opposition à la théorie de la génération spontanée.
Il étudie les globules rouges de nombreux animaux et de l’être humain ainsi que le réseau sanguin (les capillaires) de la queue du têtard, du pied des grenouilles, de la nageoire caudale de l’anguille et de l’aile des chauves-souris.
Leeuwenhoek décrit la structure des divers phanères : plumes de plusieurs espèces d’oiseaux, poils ou fourrure d’ours, des écailles de poissons.
Comme d’autres microscopistes de son époque, il étudie l’anatomie de nombreux insectes comme des abeilles, des moucherons, des puces, des punaises, des vers à soie. Il est le premier à observer la différence de postures des larves de moustiques (Culex et Anopheles).
En botanique, il étudie la structure des feuilles et du bois de diverses espèces. Il s’intéresse à la relation entre la structure de diverses épices et leur goût (café, poivre, thé, muscade, gingembre, sauge…).
Toutes les observations de Leeuwenhoek ne sont pas consacrées à des objets du monde vivant. Ainsi il étudie et décrit la poudre à canon avant et après sa combustion. Il étudie de même la structure de divers métaux ainsi que des roches, des cristaux, des sels…
Leeuwenhoek, dans une lettre datée du 25 avril 1679, donne ce qui est peut-être la première estimation de la population maximale que pourrait porter la Terre. Il se base sur la densité de la Hollande à son époque (120 personnes par kilomètre carré), et estime que la Terre pourrait accueillir 13,4 milliards d’êtres humains.

## Notoriété

### Le jugement des historiens
Leibniz écrit : « J’aime mieux un Loeuwenhoek [Antoni van Leeuwenhoek] qui me dit ce qu’il voit qu’un cartésien qui me dit ce qu’il pense » (lettre à Huyghens, 2 mars 1691).
Quelques historiens des sciences du passé ont longtemps considéré Leeuwenhoek comme un amateur, un dilettante, simplement chanceux dans ses observations. Son origine commerçante et son ignorance du latin semblent le disqualifier à leurs yeux d'une dignité scientifique. Ainsi, pour Julius Victor Carus (1823-1903) dans son Histoire de la zoologie : « Il fut en quelque sorte le premier de ces amateurs qui ne demandent au microscope qu’un tranquille amusement [...] ». Julius von Sachs (1832-1897) dans son Histoire de la botanique dit que « tous ces travaux de botanique sont marqués au coin d’un caractère superficiel qui témoigne d’occupations purement accidentelles et passagères ; l’intérêt qu’il éprouvait pour les problèmes de la philosophie de la nature qui régnait à l’époque dont nous parlons, pour ceux en particulier qui touchent au domaine de la théorie de l’évolution, la curiosité pure et le désir d’aborder des questions mystérieuses, inaccessibles au commun, amenèrent Leeuwenhoek à entreprendre les études dont nous avons parlé. Mais il ne sut pas coordonner les résultats de ses observations de manière à se faire une idée exacte de la structure végétale dans son ensemble ».
Plus loin, Sachs reconnaît néanmoins la qualité des observations de Leeuwenhoek qui démontre, selon lui, la grande puissance des lentilles réalisées par le savant néerlandais, et Julius Victor Carus avoue : « Il n’y a presque pas de systèmes anatomiques que Leuwenhœck [sic] n’ait enrichi de faits importants » et « On ne fit guère de progrès depuis lui jusqu’à Otto Friedrich Müller ». Ces opinions positives, difficilement avouées, rejoignent les opinions plus modernes qui font de Leeuwenhoeck un des grands scientifiques de son époque.

### Médaille Leeuwenhoek
Son nom a été donné à la Médaille Leeuwenhoek attribuée par l'Académie royale des arts et des sciences néerlandaise depuis 1877 et récompensant l'œuvre d'un microbiologiste.

## Travaux

### Livres
Tous les livres sont composés de collections de lettres.
- Sur plus de 300 lettres que Leeuwenhoek a écrites à la Royal Society et à d'autres chercheurs, il en a sélectionné 38 à publier sous forme de livre. Les Arcana naturae detecta (Secrets découverts de la nature) sont publiés en 1695 lorsque Leeuwenhoek avait 63 ans. (disponible en ligne[36])
- Une suite est apparue en 1722 sous le nom de Continuatio Arcanorum Naturae Detectorum.
- Même avant cela, en 1718, le Send-Brieven zoo aan de hoog edele Heeren van de Koninkylyke Societeit te London, als aan andere aansienelyke en geleerde Lieden, over verscheyde Verborgentheden der Natuure… est publié[37].
- Entre 1719 et 1730, les œuvres rassemblées de Leeuwenhoek ont été publiées à Leyden sous le titre Antoni van Leeuwenhoek Opera Omni seu Arcana Naturae ope exactissimorum Microscopiorum detecta, experimentis variis comprobata, Epistolis as varios ilustres viros ut et Ad integram, quatemae Londini floret, sapientem Societbram, quatemae Londini floret, sapientem , datis. Comprehensa, & Quatuor Tomis distincta (Œuvres collectées ou secrets de la nature, découverts avec les microscopes les plus précis, prouvés par diverses expériences, avec des lettres à divers hommes éminents, ainsi qu'à la société innocente et sage qui fleurit à Londres, dont il est membre est, résumé et divisé en quatre volumes.)[37] (disponible en ligne[38])
- En 1931, l'Académie royale des sciences des Pays-Bas a chargé une commission de publier toutes les lettres découvrables de Leeuwenhoek, y compris celles sans contenu scientifique. Le volume avec les 21 premières lettres est paru en 1939. Le dernier volume 17 (à partir de 2020) est paru en 2018 avec 33 lettres, quatre à, le reste de Leeuwenhoek, dont trois inédites, de la période de novembre 1712 à mai 1716, soit environ sept ans avant sa mort[39]. Les volumes de cette série "Alle de Brieven van Antoni Van Leeuwenhoek – The Collected Letters of Antoni Van Leeuwenhoek" contiennent chacun la version originale néerlandaise, une traduction anglaise moderne, des reproductions des illustrations associées et de nombreux commentaires des éditeurs sur les textes[40]. (Volumes 1 à 15 (Les lettres jusqu'à 1707) disponibles en ligne[41])

### Sélection de quelques lettres
- M. Leewenhoeck, Regnerus de Graaf: A Specimen of Some Observations Made by a Microscope, Contrived by M. Leewenhoeck in Holland, Lately Communicated by Dr. Regnerus de Graaf. In : Phil. Trans. Volume 8, 1673, p. 6037-6038; doi: 10.1098 / rstl.1673.0017 (de:Datei:Leeuwenhoek-Observations_by_him_Made_of_the_Carneous_Fibres_of_a_Muscle.pdf texte intégral)
- Antony van Leewenhoeck: Observations, Communicated to the Publisher by Mr. Antony van Leewenhoeck, in a Dutch Letter of the 9th of Octob. 1676. Here English’d: concerning Little Animals by Him Observed in Rain-Well-Sea. and Snow Water; as Also in Water Wherein Pepper Had Lain Infused. In: Phil. Trans. Volume 12, 1677, p. 821-831 ; doi: 10.1098 / rstl.1677.0003 (texte intégral)
- M. Leewenhoeck : Mr. Leewenhoecks Letter Written to the Publisher from Delff the 14th of May 1677, Concerning the Observations by him Made of the Carneous Fibres of a Muscle, and the Cortical and Medullar Part of the Brain ; as Also of Moxa and Cotton. In: Phil. Trans. Volume 12, 1677, p. 899-895; doi: 10.1098 / rstl.1677.0027 (texte intégral)
- Docteur Anthonius Lewenhoeck: Observationes D. Anthonii Lewenhoeck, De Natis E Semine Genitali Animalculis. In : Phil. Trans., Volume 12, 1677, p. 1040-1046 ; doi: 10.1098 / rstl.1677.0068 (texte intégral)

### Documentaire
- Toute larme, Sarah Vanagt, 30 minutes, Belgique, Production : Argos centre for art and media Brussels, 2018. Ce documentaire présente l'invention du microscope et la démarche d'Antoni van Leeuwenhoek, en la plaçant de nos jours dans un cadre pédagogique et le regard des enfants.